# Lolita Ananasova
Lolita Ananasova –en ucraniano, Лоліта Ананасова– (Járkov, 9 de julio de 1992) es una deportista ucraniana que compitió en natación sincronizada.
Ganó cuatro medallas en el Campeonato Mundial de Natación, en los años 2013 y 2015, y catorce medallas en el Campeonato Europeo de Natación entre los años 2010 y 2016.

## Palmarés internacional
| Campeonato Mundial | Campeonato Mundial       | Campeonato Mundial | Campeonato Mundial |
| Año                | Lugar                    | Medalla            | Prueba             |
| ------------------ | ------------------------ | ------------------ | ------------------ |
| 2013               | Barcelona (España)       | Medalla de bronce  | Equipo técnico     |
| 2013               | Barcelona (España)       | Medalla de bronce  | Equipo libre       |
| 2013               | Barcelona (España)       | Medalla de bronce  | Combinación libre  |
| 2015               | Kazán (Rusia)            | Medalla de bronce  | Dúo libre          |
| Campeonato Europeo |                          |                    |                    |
| Año                | Lugar                    | Medalla            | Prueba             |
| 2010               | Budapest (Hungría)       | Medalla de bronce  | Solo               |
| 2010               | Budapest (Hungría)       | Medalla de bronce  | Equipo             |
| 2010               | Budapest (Hungría)       | Medalla de bronce  | Combinación libre  |
| 2012               | Eindhoven (Países Bajos) | Medalla de plata   | Equipo             |
| 2012               | Eindhoven (Países Bajos) | Medalla de plata   | Combinación libre  |
| 2012               | Eindhoven (Países Bajos) | Medalla de bronce  | Solo               |
| 2014               | Berlín (Alemania)        | Medalla de oro     | Combinación libre  |
| 2014               | Berlín (Alemania)        | Medalla de plata   | Dúo                |
| 2014               | Berlín (Alemania)        | Medalla de plata   | Equipo             |
| 2016               | Londres (Reino Unido)    | Medalla de oro     | Equipo libre       |
| 2016               | Londres (Reino Unido)    | Medalla de plata   | Dúo técnico        |
| 2016               | Londres (Reino Unido)    | Medalla de plata   | Dúo libre          |
| 2016               | Londres (Reino Unido)    | Medalla de plata   | Equipo técnico     |
| 2016               | Londres (Reino Unido)    | Medalla de plata   | Combinación libre  |